# Szurdokpüspöki
Szurdokpüspöki – wieś i gmina w północnej części Węgier, w pobliżu miasta Pásztó. Gmina liczy 1891 mieszkańców (styczeń 2011) i zajmuje obszar 26,71 km².
Miejscowość leży na obszarze Średniogórza Północnowęgierskiego i należy do powiatu Pásztó, wchodzącego w skład komitatu Nógrád.